# Nạn đói Đông Phi 2011
Nạn đói Đông Phi là một nạn đói diễn ra ở một số khu vực Sừng châu Phi do kết quả của một đợt hạn hán nghiêm trọng ảnh hưởng đến toàn bộ khu vực Đông châu Phi. Nạn hạn hán, được cho là "tồi tệ nhất trong 60 năm" , đã gây ra một cuộc khủng hoảng lương thực trầm trọng trên khắp Somalia, Ethiopia và Kenya đe dọa đời sống của hơn 10 triệu người  các nước khác trong và xung quanh vùng Sừng châu Phi, bao gồm Djibouti, Sudan, Nam Sudan và một số khu vực của Uganda, cũng bị ảnh hưởng bởi khủng hoảng lương thực.
Trong đầu tháng Bảy, Hệ thống mạng lưới cảnh báo sớm nạn đói (FEWS-Net) đã tuyên bố tình trạng khẩn cấp cho các khu vực rộng lớn ở miền nam Somalia, phía đông nam Ethiopia, và đông bắc Kenya, nạn đói có thể lên đến đỉnh cao lan rộng nếu các điều kiện hiện tại không được giải quyết. Ngày 20 tháng 7, Liên Hợp Quốc chính thức tuyên bố một nạn đói trong một số bộ phận của miền nam Somalia, lần đầu tiên kể từ khi Nạn đói 1983–1985 ở Ethiopia, khi hơn một triệu người chết . Hàng chục ngàn người được cho là đã chết ở miền nam Somalia trước khi công bố bày được đưa ra. Việc thiếu nghiêm trọng của kinh phí viện trợ quốc tế, cùng với các vấn đề an ninh trong khu vực, đã cản trở phản ứng nhân đạo cho cuộc khủng hoảng.